# Абд аль-Малик Абд аль-Вахид
Абд аль-Малик Абд аль-Вахид, также известен как Абу Малик (умер в 1339) — сын маринидского султана Марокко Абуль-Хасана Али I, правитель Альхесираса, главнокомандующий маринидов в Аль-Андалус. Потерял в битвах глаз, однако проявил себя как способный военачальник. В 1333 году отбил у королевства Кастилии город Гибралтар. В 1334 году участвовал в кампании своего отца против повстанцев в королевства Тлемсена. В 1339 году был убит кастильскими войсками после засады на обратном пути из похода против города Херес-де-ла-Фронтера.

## Захват Гибралтара
Абд аль-Малик Абд аль-Вахид прибыл в Аль-Андалус в 1332 году. Его отец, только что вступивший на трон маринидов Абу-Аль-Хасан, направил сына на помощь Мухаммеду IV, насридскому султану Гранады, в борьбе с Кастилией. В 1332 году Абд аль-Малик руководил переправкой 7000 человек из Марокко в Альхесирас. Эта армия атаковала кастильский город-крепость Гибралтар в феврале следующего года и в ходе третьей осады Гибралтара, продолжавшейся почти пять месяцев, овладела им. Кастильская армия во главе с королём Альфонсо XI прибыла слишком поздно, чтобы спасти гарнизон, но держала осаду с июня по август 1333 года, стремясь вернуть город. Хотя кастильцы нанесли заметный урон Абд аль-Малику, во время неудачной вылазки которого погибло около 500 человек, ни одна сторона не была достаточно сильна, чтобы одержать окончательную. победу. Кастильцам пришлось уйти из-за политических проблем на родине и трудностей со снабжением, в результате чего Абд аль-Малик утвердился в Гибралтаре.
Абд аль-Малик, который теперь называл себя правителем Ронда и Альхесираса, установил четырёхлетнее перемирие с Альфонсо в рамках мирного соглашения, которое положило конец осаде Гибралтара. Но договор так и не вступит в силу, поскольку уже на следующий день Мухаммед IV, который также являлся стороной соглашения, был убит двумя гранадскими вельможами, которые опасались, что Мухаммед примет христианство. Абд аль-Малик возобновил военные действия против Кастилии, получив поддержку нового насридского султан Юсуфа I. Кампания могла ещё более разрастись при поддержке Абуль-Хасана, но от этих намерений пришлось отказаться из-за восстания абдальвадидов в королевстве Тлемсена, ныне Алжир, против марокканского правления. Абд ал-Малик, Абуль-Хасан, Юсуф I и Альфонсо XI в 1334 году заключили новое перемирие, и Абд аль-Малик был отозван в Марокко, чтобы помочь отцу в усмирении Тлемсена.

## Вторжение в Кастилию и смерть
Перемирие истекло в 1338 году, когда марокканцы подавили мятеж Тлемсена. Абд аль-Малик вернулся в свою столицу в Ронде вместе со значительными силами, достигавшими, по некоторым данным, 5000 человек кавалерии и такого же количества пехотинцев, предоставленными его отцом. Королевства Кастилия, Арагон и Португалия объединили усилия, чтобы противостоять мавританской угрозе и блокировали Гибралтарский пролив, чтобы воспрепятствовать маринидам в наращивании сил. Альфонсо XI провёл несколько chevauchées (рейдов) вглубь территории маринидов в 1339 году, выбрав в качестве целей Ронду, Антекеру и Арчидону.
Абд аль-Малик в ответ вторгся на кастильскую территории, предприняв поход против Медины-Сидонии, а затем осадил Херес-де-ла-Фронтера. Его силы также атаковали Аркос-де-ла-Фронтера и Лебриху. Хотя ни одного из трёх городов взять не удалось, мавры собрали большое количество трофеев.
По пути назад, уже на их собственной территории, отягощённые награбленным, они попали в засаду кастильцев. В последовавшей резне было убито или взято в плен около 10 000 человек. Абд аль-Малик был обнаружен без доспехов и коня, когда прятался у ручья, притворяясь мёртвым. Он был убит, когда кастильский солдат заметил движение и пронзил тело копьём.